# Arrondissement de Nogent-sur-Marne
L'arrondissement de Nogent-sur-Marne est une division administrative française, située dans le département du Val-de-Marne et la région Île-de-France.

## Composition

### Création en 1967
L'arrondissement de Nogent-sur-Marne est créé au 1er janvier 1967 par le décret du 30 décembre 1966.

### Composition avant 2015
- canton de Bry-sur-Marne

Localisation de l'arrondissement avant 2015.

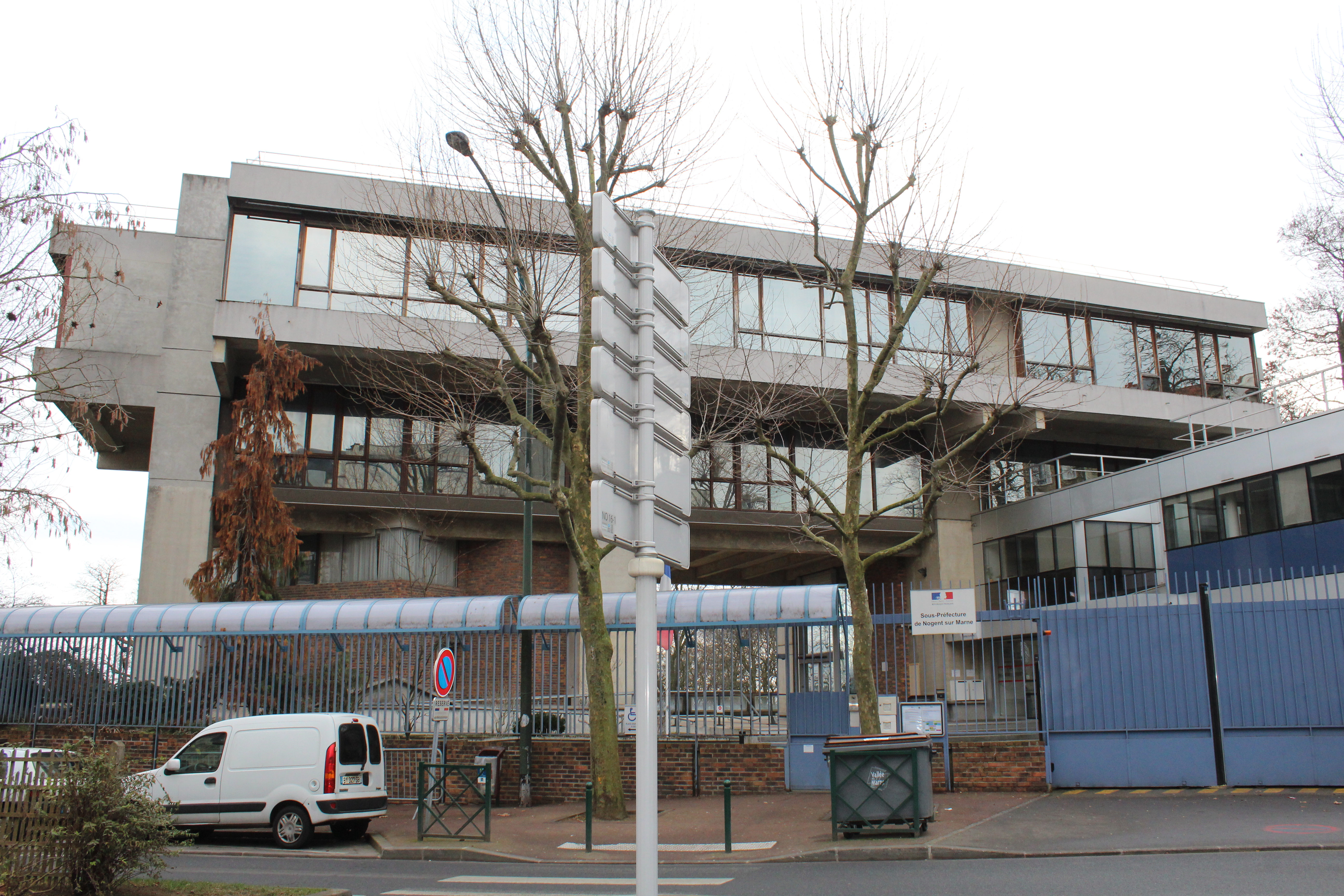
Sous-préfecture à Nogent-sur-Marne.

- canton de Champigny-sur-Marne-Centre
- canton de Champigny-sur-Marne-Est
- canton de Champigny-sur-Marne-Ouest
- canton de Chennevières-sur-Marne
- canton de Fontenay-sous-Bois-Est
- canton de Fontenay-sous-Bois-Ouest
- canton de Joinville-le-Pont
- canton de Nogent-sur-Marne
- canton d'Ormesson-sur-Marne
- canton du Perreux-sur-Marne
- canton de Saint-Mandé
- canton de Villiers-sur-Marne
- canton de Vincennes-Est
- canton de Vincennes-Ouest

### Découpage communal depuis 2015
Depuis 2015, le nombre de communes des arrondissements varie chaque année soit du fait du redécoupage cantonal de 2014 qui a conduit à l'ajustement de périmètres de certains arrondissements, soit à la suite de la création de communes nouvelles. Le nombre de communes de l'arrondissement de Nogent-sur-Marne est ainsi de 14 en 2015 et 13 en 2019.
Au 1er janvier 2024, l'arrondissement groupe les 13 communes suivantes :
1. Bry-sur-Marne
2. Champigny-sur-Marne
3. Charenton-le-Pont
4. Fontenay-sous-Bois
5. Joinville-le-Pont
6. Maisons-Alfort
7. Nogent-sur-Marne
8. Le Perreux-sur-Marne
9. Saint-Mandé
10. Saint-Maur-des-Fossés
11. Saint-Maurice
12. Villiers-sur-Marne
13. Vincennes

## Démographie
En 2022, l'arrondissement comptait 516 281 habitants.
| 1968    | 1975    | 1982    | 1990    | 1999    | 2006    | 2011    | 2016    | 2021    |
| ------- | ------- | ------- | ------- | ------- | ------- | ------- | ------- | ------- |
| 309 702 | 346 332 | 345 792 | 354 459 | 364 579 | 381 460 | 257 837 | 508 854 | 513 253 |

| 2022    | - | - | - | - | - | - | - | - |
| ------- | - | - | - | - | - | - | - | - |
| 516 281 | - | - | - | - | - | - | - | - |

## Administration
| Période           | Période           | Identité                   | Fonction précédente                                    | Observation                                                                                |
| ----------------- | ----------------- | -------------------------- | ------------------------------------------------------ | ------------------------------------------------------------------------------------------ |
|                   | 28 août 1997      | Jean du Jonchay (d)        |                                                        |                                                                                            |
| 18 septembre 1997 | 20 septembre 2002 | Louis Ducamp (d)           | Sous-préfet de Vienne                                  | Nommé directeur de la police générale à la préfecture de police                            |
| 20 septembre 2002 | 17 juin 2005      | Thierry Coudert            |                                                        | Nommé Chef de cabinet de Brice Hortefeux, ministre délégué aux Collectivités territoriales |
| 20 juillet 2005   | 17 mai 2011       | Olivier du Cray            |                                                        | Nommé secrétaire général de la préfecture de la Moselle                                    |
| 17 mai 2011       | 13 décembre 2013  | Pascal Craplet (d)         |                                                        |                                                                                            |
| 13 décembre 2013  | 31 juillet 2018   | Michel Mosimann            |                                                        | Admission à la retraite                                                                    |
| 31 juillet 2018,  | 14 octobre 2019   | Jean-Philippe Legueult (d) | Secrétaire général de la préfecture de la Corse-du-Sud |                                                                                            |
| 13 novembre 2019  | 2 décembre 2024   | Bachir Bakhti (d)          |                                                        |                                                                                            |